# Petar Trpimirović
Petar je bio najstariji sin hrvatskog kneza Trpimira (kneza Primorske Hrvatske) i hrvatski prijestolonasljednik.
Spominje ga se u Čedadskom evanđelistaru, kodeksu u kojem su zapisana i imena mnogih drugih europskih vladara, posebice slavenskih i germanskih.

U njemu se nalazi spomen Petra i njegova oca, kneza Trpimira, kao hodočasnike u talijanski grad Čedad (16 km istočno od grada Udine), zajedno s još nekim hrvatskim velikodostojanstvenicima Bribinom, Petrom, Marijom, Dragovidom, Presilom i knezom Branimirom.